# Resultados do Carnaval de Belo Horizonte em 2017
Resultados do Carnaval de Belo Horizonte em 2017.

## Escolas de samba
| Colocação | Escola                   | Pontos | Desempate | Ref.        |
| --------- | ------------------------ | ------ | --------- | ----------- |
| 1º        | Acadêmicos de Venda Nova | 157,8  | Bateria   | [ 1 ] [ 2 ] |
| 2º        | Estrela do Vale          | 157,8  |           | [ 1 ] [ 2 ] |
| 3º        | Cidade Jardim            | 156,6  |           | [ 1 ] [ 2 ] |

## Blocos caricatos
| Colocação | Bloco                     | Pontos | Ref.        |
| --------- | ------------------------- | ------ | ----------- |
| 1º        | Mulatos do Samba          | 99,3   | [ 1 ] [ 2 ] |
| 2º        | Estivadores do Havaí      | 99,2   | [ 1 ] [ 2 ] |
| 3º        | Inocentes de Santa Tereza | 98,9   | [ 1 ] [ 2 ] |